# Geumjeongsan

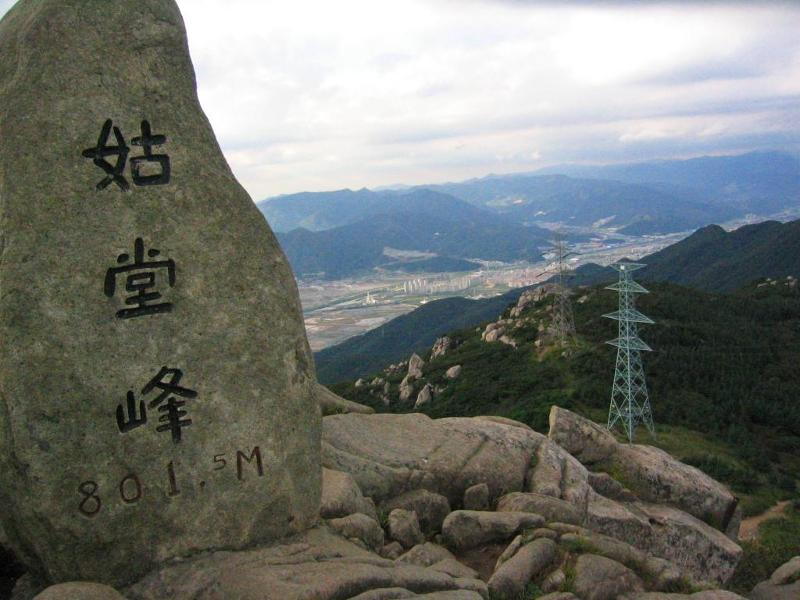
Đỉnh Godang-bong

Geumjeongsan (hay núi Geumjeong) là một ngọn núi tại thành phố Busan, Hàn Quốc. Ngọn núi này chiếm một diện tích lớn và trải rộng đến Dongnae-gu về phía nam, Buk-gu về phía tây, Geumjeong-gu về phía đông và thành phố Yangsan về phía bắc. Đỉnh núi cao nhất của Geumjeongsan cũng là đỉnh núi cao nhất vùng Busan, cao 801,5 m đồng thời là ranh giới giữa hai thành phố Busan và Yangsan.
Geumjeongsan là một địa điểm yêu thích cho môn đi bộ đường dài của người dân Busan, nhất là vào những dịp cuối tuần.
Geumjeongsan còn nổi tiếng với ngôi đền Beomeosa về mạn đông bắc của ngọn núi.